# Cyclodorippoida
Cyclodorippoida Arnold Edward Ortmann, 1892 é um agrupamento taxonómico de famílias de caranguejos, considerado como uma zoosecção. O agrupamento contém apenas a superfamília Cyclodorippoidea, a qual inclui três famílias extantes (Cyclodorippidae, Cymonomidae e Phyllotymolinidae).

## Famílias
A superfamília Cyclodorippoidea, a única na zoosecção, inclui caranguejos braquiuros relativamente primitivos. A superfamília foi descrita em 1892 por Arnold Edward Ortmann, naturalista e zoólogo norte-americano especialista em malacologia.
Na atualidade a superfamília Cyclodorippoidea contém as seguintes famílias:
- Cyclodorippidae  Ortmann, 1892
- Cymonomidae  Bouvier, 1897
- Phyllotymolinidae  Tavares, 1998
- †Torynommatidae  Glaessner, 1980